# Guillermo Barreto
Pour les articles homonymes, voir Barreto.
Guillermo Barreto, né le 11 août 1929 à La Havane à Cuba et mort le 14 décembre 1991, est un timbalero et batteur cubain ayant notamment collaboré avec Israel "Cachao" López.
En 1950 il se marie avec la chanteuse Merceditas Valdés.